# Morazán (departamento)
O departamento de Morazán é um departamento de El Salvador, cuja capital é a cidade de San Francisco Gotera.

## Municípios
1. Arambala
2. Cacaopera
3. Chilanga
4. Corinto
5. Delicias de Concepción
6. El Divisadero
7. El Rosario
8. Gualococti
9. Guatajiagua
10. Jocoaitique
11. Jocoro
12. Joateca
13. Lolotiquillo
14. Meanguera
15. Osicala
16. Perquín
17. San Carlos
18. Sensembra
19. San Fernando
20. San Francisco Gotera
21. San Isidro
22. Sociedad
23. San Simón
24. Torola
25. Yamabal
26. Yoloaiquín